# Municipio de Jackson (condado de Nash)
El municipio de Jackson (en inglés: Jackson Township) es un municipio ubicado en el  condado de Nash en el estado estadounidense de Carolina del Norte. En el año 2010 tenía una población de 3.143 habitantes.

## Geografía
El municipio de Jackson se encuentra ubicado en las coordenadas 35°50′48.56″N 78°0′58.96″O / 35.8468222, -78.0163778.